# Thomas Blarer
Thomas Blarer (ur. po 1492 w Konstancji, zm. 19 marca 1567 w Griessenburgu koło Winterthur) – pisarz, prawnik oraz działacz protestancki.
W 1514-1519 studiował prawo we Fryburgu Bryzgowijskim, a w 1520 przeniósł się do Wittenbergi. Stał się tam przyjacielem i uczniem Marcina Lutra, a wkrótce był propagatorem jego poglądów, zwłaszcza doktryny o eucharystii. Blarer dążył do ujednolicenia protestanckiej nauki o mszy świętej. Od 1525 był członkiem Małej Rady, a w latach 1536-1548 burmistrzem Konstancji oraz przedstawicielem miasta na sejmie. Zmuszony został do opuszczenia miasta. Jego dzieła nie zostały wydane drukiem. 